# Time (Pink Floyd)
Time is een single uit 1973 van de Britse groep Pink Floyd en verscheen op het album The Dark Side of the Moon. Het is de enige song waar alle vier de namen van de bandleden bij vermeld worden. Het lied wordt ingeleid door een halve minuut getik en gerinkel van verschillende klokken, opgenomen door Alan Parsons. Daarna duurt het nog twee minuten vooraleer het lied echt begint. Deze twee minuten worden opgevuld met eenvoudige ritmische figuren en lange noten. David Gilmour neemt daarna de verzen voor zijn rekening en Richard Wright de brugsecties. Tijdens de brug zingt er een vrouwelijk achtergrondkoortje mee. Gilmour doet vervolgens het refrein, maar doet dit volledig instrumentaal in zijn stijl. Het nummer mondt uit in een reprise van Breathe, het openingsnummer van de plaat.
De tekst van Time handelt op melancholische wijze over het verstrijken van de tijd en het aflopen van de jeugd.

## NPO Radio 2 Top 2000
| Nummer met noteringen in de NPO Radio 2 Top 2000 | '09 | '10 | '11 | '12 | '13 | '14 | '15 | '16 | '17 | '18 | '19 | '20 | '21 | '22 | '23 | '24 |
| ------------------------------------------------ | --- | --- | --- | --- | --- | --- | --- | --- | --- | --- | --- | --- | --- | --- | --- | --- |
| Time                                             | 449 | 381 | 342 | 274 | 212 | 277 | 308 | 382 | 369 | 333 | 306 | 339 | 392 | 345 | 330 | 292 |

1. ↑  Een vetgedrukt getal geeft de hoogste notering aan.
2. ↑  2009 was het eerste jaar met een notering voor dit nummer.

Speak to Me ·
Breathe ·
On the Run ·
Time ·
The Great Gig in the Sky ·
Money ·
Us and Them ·
Any Colour You Like ·
Brain Damage ·
Eclipse